# Auby-sur-Semois
Auby-sur-Semois (Waals: Åbî) is een dorp gelegen in de Belgische provincie Luxemburg en een deelgemeente van Bertrix.

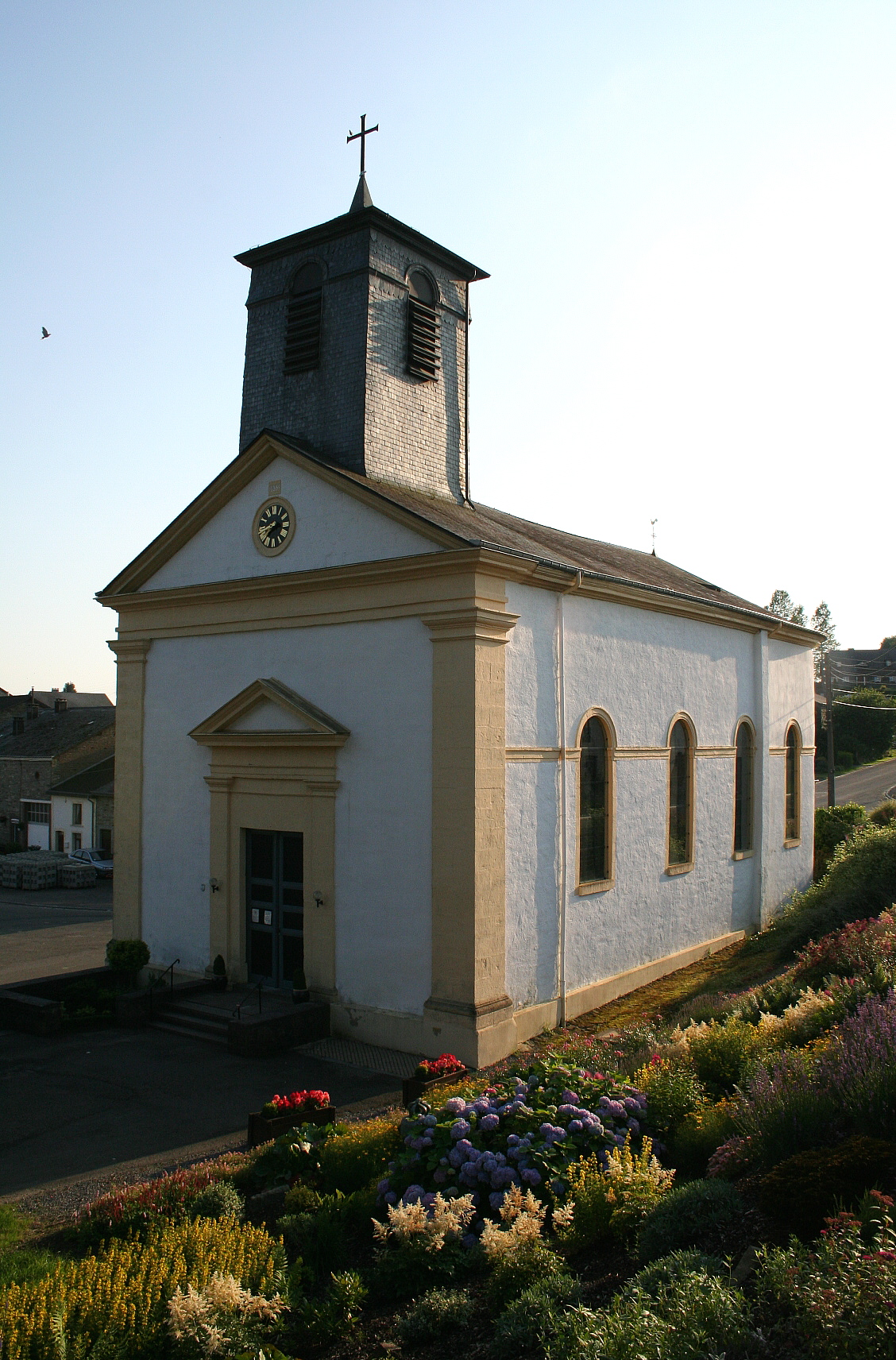
Johannes de Doperkerk

## Geschiedenis
Auby-sur-Semois ontstond in 1899 als gemeente na de afsplitsing van Cugnon van het dorp Auby en het gehucht La Géripont. Bij de gemeentelijke herindeling van 1977 werd Auby-sur-Semois een deelgemeente van Bertrix.

## Demografische ontwikkeling
Opm:1900 t/m 1970=volkstellingen; 1976=inwoneraantal op 31 december
Deelgemeenten: Auby-sur-Semois · Bertrix · Cugnon · Jehonville · Orgeo

Overige dorpen: Acremont · Assenois · Biourge · Blanchoreille · Glaumont · La Flèche · La Géripont · Luchy · Mortehan · Nevraumont · Rossart · Sart · Thibauroche

Belgische gemeenten · Arrondissement Neufchâteau · Luxemburg · Wallonië